# Brita Steuch
Brita Charlotte Louise Wilhelmina Steuch, född 4 maj 1898 i Svea livgardes församling, Stockholms stad, död 19 februari 1972 i Hedvig Eleonora församling, Stockholms län, var en svensk hovdam. Hon var dotter till Axel Steuch. 

## Biografi
Brita Steuch föddes 1898 i Svea livgardes församling, Stockholms stad. Hon var dotter till Axel Steuch och Catharina Ebba Charlotta Horn af Åminne. Hon var hovfröken hos prinsessan Ingrid 1927–1935 och hos drottning Louise 1935–1965. Hon blev kommendör av första klassen av Nordstjärneorden 1952. Brita Steuch vilar i sin familjegrav på Norra begravningsplatsen utanför Stockholm.